# Sassenage
Sassenage (en francoprovenzal Sassenâjo) es una localidad y comuna de Francia, en la región de Ródano-Alpes, departamento de Isère, en el distrito de Grenoble y cantón de Fontaine-Sassenage.
Su población en el censo de 1999 era de 9.735 habitantes. Forma parte de la aglomeración urbana de Grenoble.
Está integrada en la Communauté d'agglomération Grenoble Alpes Métropole.

## Historia
En la Edad Media, los señores de Sassenage tomaban los impuestos sobre la parte que extendían sus feudos del valle de Drac y del Isère a las primeras estribaciones de Vercors.   
El primer camino transitable de Vercors en Grenoble por las gargantas del Furon, abierto en 1827, fue la primera vía que permitió el acceso al pico montañoso situado al oeste de Grenoble.
La ciudad que conoció un crecimiento fuerte después de fin de la Segunda Guerra Mundial se queda un lugar turístico situado a las puertas de Grenoble.

## Geografía
El municipio está situado en el noroeste de Grenoble a 6 km, sobre la orilla sur del Isère, a la confluencia del Isère y del Drac. Sassenage posee una pequeña villa, atravesada por el Furon y reflejada al monte de vercors. Esta villa se distingue por sus calles estrechas y frescas, casas antiguas que dan todo su encanto al pueblo.

## Demografía
| 470 | 453 | 473 | 522 | 555 | 600 |
| Para los censos de 1962 a 1999 la población legal corresponde a la población sin duplicidades (Fuente: INSEE [Consultar]) |     |     |     |     |     |